# Équipe d'Espagne de football au Championnat d'Europe 2012
Cet article relate le parcours de l’équipe d'Espagne de football lors du Championnat d'Europe de football 2012 organisé en Pologne et en Ukraine du 8 juin au 1er juillet 2012. L'Espagne est championne de l'Euro 2012.

## Historique
L'Espagne dispute entre le 3 septembre 2010 et le 11 octobre 2011 la phase qualificative pour l'Euro 2012 qui aura lieu en Pologne et en Ukraine. L'Espagne est encadrée dans le groupe I avec la République tchèque, l'Écosse, la Lituanie et le Liechtenstein.
Lors du premier match face au Liechtenstein, l'Espagne l'emporte à Vaduz sur le score de 4 à 0 grâce à un doublé de Fernando Torres, un but de David Villa et un autre de David Silva. La Roja l'emporte aussi contre la Lituanie à Salamanque, 3 à 1, avec un doublé de Fernando Llorente et un but de David Silva. Face à l'Écosse, au Hampden Park de Glasgow, l'Espagne gagne 3 à 2 avec des buts d'Andrés Iniesta, Fernando Llorente et David Villa qui égale ainsi le record de Raúl en équipe nationale (44 buts).
L'Espagne part donc très bien dans les qualifications, les seules ombres au tableau sont deux lourdes défaites lors de matchs amicaux en Argentine (1-4) le 8 septembre et au Portugal (0-4) le 17 novembre 2010.
Le 25 mars 2011 à Grenade, l'Espagne poursuit son parcours victorieux vers l'Euro en battant la République tchèque sur le score de 2 à 1 avec deux réussites de David Villa. Villa bat ainsi le record de buts avec l'Espagne de Raúl. Lors de ce match, Xavi joue son centième match en équipe nationale.
En juin 2011, l'Espagne effectue une tournée américaine jouant deux matchs amicaux face aux États-Unis (victoire 0-4) et au Venezuela (victoire 0-3). En août, la Roja perd en amical contre l'Italie (2-1).

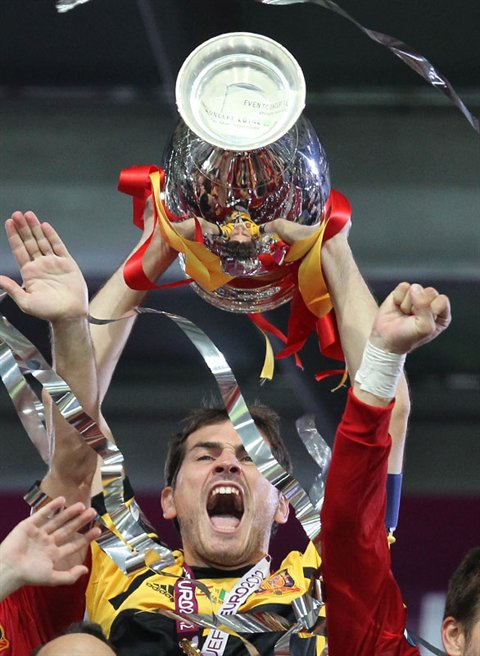
Le capitaine Iker Casillas soulève le trophée de l'Euro 2012.

Avec encore deux matchs à disputer, l'Espagne obtient sa qualification pour l'Euro 2012 le 6 septembre 2011 en battant le Liechtenstein 6 à 0 grâce aux buts d'Álvaro Negredo (2), Xavi, Sergio Ramos et David Villa (2). Le 7 octobre, l'Espagne bat 2-0 la République tchèque à Prague (buts de Mata et Alonso), puis l'Écosse à Alicante par 3 à 1 (deux buts de Silva et un de Villa). L'Espagne égale ainsi le record de 14 victoires d'affilée en matchs officiels détenu par la France et les Pays-Bas.
Lors du tirage au sort de la phase finale, l'Espagne est affectée dans le groupe C en compagnie de l'Italie, l'Irlande et la Croatie. Les Espagnols débutent idéalement leur préparation à l’euro le 29 février par une victoire écrasante face au Venezuela (5-0). Puis ils terminent leurs matchs amicaux par trois victoires successives entre le 26 mai et le 3 juin respectivement face à la Serbie (2-0), la Corée du Sud (4-1) et la Chine (1-0). Paraissant un peu moins brillante, la Roja fait toujours preuve d’autant de maîtrise.
Tenue en échec par l’Italie au début du tournoi (1-1), elle écrase ensuite l’Irlande (4-0) et bat de peu la Croatie (1-0).
L'Espagne termine première du groupe C avec 7 points et affronte en quart de finale l'équipe de France qu'elle bat 2-0, la Roja se qualifie ainsi pour les demi-finales où elle affrontera le Portugal et le battra aux tirs au but (4-2) après la fin du temps réglementaire et additionnel sous un score nul et vierge.
Le 1er juillet 2012, l'Espagne est sacrée championne d'Europe en battant l'Italie sur le score de 4 à 0 avec des buts de trois anciens joueurs du Valence CF, David Silva, Jordi Alba, révélation de la compétition et Juan Mata, ainsi qu'un but de Fernando Torres qui finit Meilleur buteur du tournoi. 
Cette victoire permet à la Roja d'être la première équipe de l'histoire à conserver un titre européen en signant un triplé Euro-Mondial-Euro inédit dans le football. Le score face à l'Italie constitue le plus gros écart de buts dans une finale européenne ou mondiale. Le gardien de buts et capitaine Iker Casillas est par ailleurs le premier joueur à soulever trois trophées internationaux en l'espace de quatre ans.

## Qualifications
| Rang | Équipe        | Pts | J | G | N | P | Bp | Bc | Diff |  | Résultats (▼ dom., ► ext.) |     |     |     |     |     |
| ---- | ------------- | --- | - | - | - | - | -- | -- | ---- |  | -------------------------- | --- | --- | --- | --- | --- |
| 1    | Espagne       | 24  | 8 | 8 | 0 | 0 | 26 | 6  | +20  |  | Espagne                    |     | 2-1 | 3-1 | 3-1 | 6-0 |
| 2    | Tchéquie      | 13  | 8 | 4 | 1 | 3 | 12 | 8  | +4   |  | Tchéquie                   | 0-2 |     | 1-0 | 0-1 | 2-0 |
| 3    | Écosse        | 11  | 8 | 3 | 2 | 3 | 9  | 10 | -1   |  | Écosse                     | 2-3 | 2-2 |     | 1-0 | 2-1 |
| 4    | Lituanie      | 5   | 8 | 1 | 2 | 5 | 4  | 13 | -9   |  | Lituanie                   | 1-3 | 1-4 | 0-0 |     | 0-0 |
| 5    | Liechtenstein | 4   | 8 | 1 | 1 | 6 | 3  | 17 | -14  |  | Liechtenstein              | 0-4 | 0-2 | 0-1 | 2-0 |     |

## Effectif
| Numéro / Nom       | Numéro / Nom      | Équipe          | Sél. (but)      | Date de naissance | J.              |                 |                 |                 |                 |
| Gardiens de but    | Gardiens de but   | Gardiens de but | Gardiens de but | Gardiens de but   | Gardiens de but | Gardiens de but | Gardiens de but | Gardiens de but | Gardiens de but |
| ------------------ | ----------------- | --------------- | --------------- | ----------------- | --------------- | --------------- | --------------- | --------------- | --------------- |
| 1                  | Iker Casillas     | Real Madrid CF  | 128 (0)         | 21 mai 1981       | 1               | 0               | 0               | 0               | 0               |
| 12                 | Víctor Valdés     | FC Barcelone    | 7 (0)           | 14 janvier 1982   | 0               | 0               | 0               | 0               | 0               |
| 23                 | Pepe Reina        | Liverpool FC    | 24 (0)          | 30 août 1982      | 0               | 0               | 0               | 0               | 0               |
| Défenseurs         |                   |                 |                 |                   |                 |                 |                 |                 |                 |
| 2                  | Raúl Albiol       | Real Madrid CF  | 31 (0)          | 4 septembre 1985  | 0               | 0               | 0               | 0               | 0               |
| 3                  | Gerard Piqué      | FC Barcelone    | 38 (4)          | 2 février 1987    | 1               | 0               | 0               | 0               | 0               |
| 5                  | Juanfran          | Atletico Madrid | 0 (0)           | 9 janvier 1985    | 0               | 0               | 0               | 0               | 0               |
| 15                 | Sergio Ramos      | Real Madrid CF  | 83 (6)          | 30 mars 1986      | 1               | 0               | 0               | 0               | 0               |
| 17                 | Álvaro Arbeloa    | Real Madrid CF  | 33 (0)          | 17 janvier 1983   | 1               | 0               | 1               | 0               | 0               |
| 18                 | Jordi Alba        | Valence CF      | 3 (0)           | 21 mars 1989      | 1               | 1               | 1               | 0               | 0               |
| Milieux de terrain |                   |                 |                 |                   |                 |                 |                 |                 |                 |
| 4                  | Javi Martínez     | Athletic Bilbao | 7 (0)           | 2 septembre 1988  | 0               | 0               | 0               | 0               | 0               |
| 6                  | Andrés Iniesta    | FC Barcelone    | 64 (11)         | 11 mai 1984       | 1               | 0               | 0               | 0               | 0               |
| 8                  | Xavi Hernandez    | FC Barcelone    | 108 (10)        | 25 janvier 1980   | 1               | 0               | 0               | 0               | 0               |
| 10                 | Francesc Fàbregas | FC Barcelone    | 63 (8)          | 4 mai 1987        | 1               | 2               | 0               | 0               | 0               |
| 13                 | Juan Mata         | Chelsea         | 16 (5)          | 28 avril 1988     | 0               | 1               | 0               | 0               | 0               |
| 14                 | Xabi Alonso       | Real Madrid CF  | 93 (12)         | 25 novembre 1981  | 1               | 2               | 0               | 0               | 0               |
| 16                 | Sergio Busquets   | FC Barcelone    | 38 (0)          | 16 juillet 1988   | 1               | 0               | 0               | 0               | 0               |
| 20                 | Santi Cazorla     | Málaga CF       | 40 (4)          | 13 décembre 1984  | 0               | 0               | 0               | 0               | 0               |
| 21                 | David Silva       | Manchester City | 55 (15)         | 8 janvier 1986    | 1               | 1               | 0               | 0               | 0               |
| 22                 | Jesús Navas       | FC Séville      | 15 (1)          | 21 novembre 1985  | 1               | 1               | 0               | 0               | 0               |
| Attaquants         |                   |                 |                 |                   |                 |                 |                 |                 |                 |
| 7                  | Pedro Rodríguez   | FC Barcelone    | 15 (2)          | 28 juillet 1987   | 0               | 0               | 0               | 0               | 0               |
| 9                  | Fernando Torres   | Chelsea         | 91 (27)         | 20 mars 1984      | 1               | 0               | 1               | 0               | 0               |
| 11                 | Álvaro Negredo    | FC Séville      | 7 (5)           | 20 août 1985      | 0               | 0               | 0               | 0               | 0               |
| 19                 | Fernando Llorente | Athletic Bilbao | 20 (7)          | 26 février 1985   | 0               | 0               | 0               | 0               | 0               |

 = capitaine --  Gardien de butDéfenseurMilieu de terrainAttaquantSélectionneur

## Phase finale

### Premier tour

#### Espagne - Italie
| 10 juin 2012                      | Espagne      | 1 – 1   | Italie        | PGE Arena, Gdańsk                              |                                                |
| 18:00 · Historique des rencontres | Fàbregas 64e | (0 – 0) | 61e Di Natale | Spectateurs : 38 869 Arbitrage : Viktor Kassai | Spectateurs : 38 869 Arbitrage : Viktor Kassai |
| 18:00 · Historique des rencontres | Rapport      |         |               | Spectateurs : 38 869 Arbitrage : Viktor Kassai | Spectateurs : 38 869 Arbitrage : Viktor Kassai |

| Espagne | Italie |

| Espagne :          |    |                  |  |     |     |
|                    |    |                  |  |     |     |
| Gardien de but     | 1  | Iker Casillas    |  |     |     |
|                    | 3  | Gerard Piqué     |  |     |     |
|                    | 6  | Andrés Iniesta   |  |     |     |
|                    | 7  | Xavi             |  |     |     |
|                    | 10 | Cesc Fàbregas    |  |     | 74e |
|                    | 14 | Xabi Alonso      |  |     |     |
|                    | 15 | Sergio Ramos     |  |     |     |
|                    | 16 | Sergio Busquets  |  |     |     |
|                    | 17 | Álvaro Arbeloa   |  | 84e |     |
|                    | 18 | Jordi Alba       |  | 66e |     |
|                    | 21 | David Silva      |  |     | 65e |
| Remplaçants :      |    |                  |  |     |     |
|                    | 22 | Jesús Navas      |  |     | 65e |
|                    | 9  | Fernando Torres0 |  | 84e | 74e |
| Sélectionneur :    |    |                  |  |     |     |
| Vicente del Bosque |    |                  |  |     |     |

| Italie :         |    |                       |  |     |     |
|                  |    |                       |  |     |     |
| Gardien de but   | 1  | Gianluigi Buffon      |  |     |     |
|                  | 2  | Christian Maggio      |  | 89e |     |
|                  | 3  | Giorgio Chiellini     |  | 79e |     |
|                  | 5  | Thiago Motta          |  |     | 90e |
|                  | 8  | Claudio Marchisio     |  |     |     |
|                  | 9  | Mario Balotelli       |  | 37e | 56e |
|                  | 10 | Antonio Cassano       |  |     | 65e |
|                  | 13 | Emanuele Giaccherini0 |  |     |     |
|                  | 16 | Daniele De Rossi      |  |     |     |
|                  | 19 | Leonardo Bonucci      |  | 66e |     |
|                  | 21 | Andrea Pirlo          |  |     |     |
| Remplaçants :    |    |                       |  |     |     |
|                  | 11 | Antonio Di Natale     |  |     | 56e |
|                  | 20 | Sebastian Giovinco    |  |     | 65e |
|                  | 23 | Antonio Nocerino      |  |     | 90e |
| Sélectionneur :  |    |                       |  |     |     |
| Cesare Prandelli |    |                       |  |     |     |

| Assistants : Gabor Erös György Ring Quatrième arbitre : William Collum Arbitres assistants additionnels : István Vad Tamás Bognar Homme du match : Andrés Iniesta |

#### Espagne - Irlande
| 14 juin 2012                      | Espagne                                  | 4 – 0   | Irlande | PGE Arena, Gdańsk                              |                                                |
| 20:45 · Historique des rencontres | Torres 4e 70e · Silva 49e · Fàbregas 83e | (1 – 0) |         | Spectateurs : 39 150 Arbitrage : Pedro Proença | Spectateurs : 39 150 Arbitrage : Pedro Proença |
| 20:45 · Historique des rencontres | Rapport                                  |         |         | Spectateurs : 39 150 Arbitrage : Pedro Proença | Spectateurs : 39 150 Arbitrage : Pedro Proença |

| Espagne | Irlande |

| Espagne :          |    |                  |  |     |     |
|                    |    |                  |  |     |     |
| Gardien de but     | 1  | Iker Casillas    |  |     |     |
|                    | 3  | Gerard Piqué     |  |     |     |
|                    | 6  | Andrés Iniesta   |  |     | 80e |
|                    | 8  | Xavi             |  |     |     |
|                    | 9  | Fernando Torres0 |  |     | 74e |
|                    | 14 | Xabi Alonso      |  | 54e | 65e |
|                    | 15 | Sergio Ramos     |  |     |     |
|                    | 16 | Sergio Busquets  |  |     |     |
|                    | 17 | Álvaro Arbeloa   |  |     |     |
|                    | 18 | Jordi Alba       |  |     |     |
|                    | 21 | David Silva      |  |     |     |
| Remplaçants :      |    |                  |  |     |     |
|                    | 4  | Javi Martínez    |  | 76e | 65e |
|                    | 10 | Cesc Fàbregas    |  |     | 74e |
|                    | 20 | Santi Cazorla    |  |     | 80e |
| Sélectionneur :    |    |                  |  |     |     |
| Vicente del Bosque |    |                  |  |     |     |

| Irlande :           |    |                  |  |       |     |
|                     |    |                  |  |       |     |
| Gardien de but      | 1  | Shay Given       |  |       |     |
|                     | 2  | Sean St Ledger   |  | 84e   |     |
|                     | 3  | Stephen Ward     |  |       |     |
|                     | 4  | John O'Shea      |  |       |     |
|                     | 5  | Richard Dunne    |  |       |     |
|                     | 6  | Glenn Whelan     |  | 45+1e | 80e |
|                     | 7  | Aiden McGeady    |  |       |     |
|                     | 8  | Keith Andrews    |  |       |     |
|                     | 10 | Robbie Keane 0   |  | 36e   |     |
|                     | 11 | Damien Duff      |  |       | 76e |
|                     | 20 | Simon Cox        |  |       | 46e |
| Remplaçants :       |    |                  |  |       |     |
|                     | 14 | Jonathan Walters |  |       | 46e |
|                     | 22 | James McClean    |  |       | 76e |
|                     | 21 | Paul Green       |  |       | 80e |
| Sélectionneur :     |    |                  |  |       |     |
| Giovanni Trapattoni |    |                  |  |       |     |

| Assistants : Bertino Miranda Ricardo Santos Quatrième arbitre : Marcin Borski Arbitres assistants additionnels : Jorge Sousa Duarte Gomes Homme du match Fernando Torres |

#### Croatie - Espagne
| 18 juin 2012                      | Croatie | 0 – 1   | Espagne   | PGE Arena, Gdańsk                               |                                                 |
| 20:45 · Historique des rencontres |         | (0 – 0) | 88e Navas | Spectateurs : 39 076 Arbitrage : Wolfgang Stark | Spectateurs : 39 076 Arbitrage : Wolfgang Stark |
| 20:45 · Historique des rencontres | Rapport |         |           | Spectateurs : 39 076 Arbitrage : Wolfgang Stark | Spectateurs : 39 076 Arbitrage : Wolfgang Stark |

| Croatie | Espagne |

| Croatie :       |    |                      |  |       |     |
|                 |    |                      |  |       |     |
| Gardien de but  | 1  | Stipe Pletikosa      |  |       |     |
|                 | 2  | Ivan Strinić         |  | 53e   |     |
|                 | 5  | Vedran Ćorluka       |  | 27e   |     |
|                 | 6  | Danijel Pranjić      |  |       | 65e |
|                 | 7  | Ivan Rakitić         |  | 90+3e |     |
|                 | 8  | Ognjen Vukojević     |  |       | 81e |
|                 | 10 | Luka Modrić          |  |       |     |
|                 | 11 | Darijo Srna          |  | 44e   |     |
|                 | 13 | Gordon Schildenfeld0 |  |       |     |
|                 | 17 | Mario Mandžukić      |  | 90+1e |     |
|                 | 21 | Domagoj Vida         |  |       | 66e |
| Remplaçants :   |    |                      |  |       |     |
|                 | 20 | Ivan Perišić         |  |       | 65e |
|                 | 9  | Nikica Jelavić       |  |       | 66e |
|                 | 22 | Eduardo              |  |       | 81e |
| Sélectionneur : |    |                      |  |       |     |
| Slaven Bilić    |    |                      |  |       |     |

| Espagne :          |    |                  |  |  |     |
|                    |    |                  |  |  |     |
| Gardien de but     | 1  | Iker Casillas    |  |  |     |
|                    | 3  | Gerard Piqué     |  |  |     |
|                    | 6  | Andrés Iniesta   |  |  |     |
|                    | 8  | Xavi             |  |  | 89e |
|                    | 9  | Fernando Torres0 |  |  | 61e |
|                    | 14 | Xabi Alonso      |  |  |     |
|                    | 15 | Sergio Ramos     |  |  |     |
|                    | 16 | Sergio Busquets  |  |  |     |
|                    | 17 | Álvaro Arbeloa   |  |  |     |
|                    | 18 | Jordi Alba       |  |  |     |
|                    | 21 | David Silva      |  |  | 73e |
| Remplaçants :      |    |                  |  |  |     |
|                    | 22 | Jesús Navas      |  |  | 61e |
|                    | 10 | Cesc Fàbregas    |  |  | 73e |
|                    | 11 | Álvaro Negredo   |  |  | 89e |
| Sélectionneur :    |    |                  |  |  |     |
| Vicente del Bosque |    |                  |  |  |     |

| Assistants : Jan-Hendrik Salver Mike Pickel Quatrième arbitre : Richard Liesveld Arbitres assistants additionnels : Florian Meyer Deniz Aytekin Homme du match : Andrés Iniesta |

### Quart de finale

#### Espagne – France
| 23 juin 2012                        | Espagne                 | 2 – 0   | France | Donbass Arena, Donetsk                          |                                                 |
| 20 h 45 · Historique des rencontres | Alonso 19e 90+1e (pen.) | (1 – 0) |        | Spectateurs : 47 000 Arbitrage : Nicola Rizzoli | Spectateurs : 47 000 Arbitrage : Nicola Rizzoli |
| 20 h 45 · Historique des rencontres | Rapport                 |         |        | Spectateurs : 47 000 Arbitrage : Nicola Rizzoli | Spectateurs : 47 000 Arbitrage : Nicola Rizzoli |

| Espagne | France |

| Espagne :          |    |                  |  |     |     |
|                    |    |                  |  |     |     |
| Gardien de but     | 1  | Iker Casillas    |  |     |     |
|                    | 3  | Gerard Piqué     |  |     |     |
|                    | 6  | Andrés Iniesta   |  |     | 84e |
|                    | 7  | Xavi             |  |     |     |
|                    | 10 | Cesc Fàbregas    |  |     | 67e |
|                    | 14 | Xabi Alonso      |  |     |     |
|                    | 15 | Sergio Ramos     |  | 31e |     |
|                    | 16 | Sergio Busquets  |  |     |     |
|                    | 17 | Álvaro Arbeloa   |  |     |     |
|                    | 18 | Jordi Alba       |  |     |     |
|                    | 21 | David Silva      |  |     | 65e |
| Remplaçants :      |    |                  |  |     |     |
|                    | 7  | Pedro            |  |     | 65e |
|                    | 9  | Fernando Torres0 |  |     | 67e |
|                    | 20 | Santi Cazorla    |  |     | 84e |
| Sélectionneur :    |    |                  |  |     |     |
| Vicente del Bosque |    |                  |  |     |     |

| France :        |    |                     |  |     |     |
|                 |    |                     |  |     |     |
| Gardien de but  | 1  | Hugo Lloris         |  |     |     |
|                 | 2  | Mathieu Debuchy     |  |     | 64e |
|                 | 4  | Adil Rami           |  |     |     |
|                 | 6  | Yohan Cabaye        |  | 42e |     |
|                 | 7  | Franck Ribéry       |  |     |     |
|                 | 10 | Karim Benzema       |  |     |     |
|                 | 13 | Anthony Réveillère0 |  |     |     |
|                 | 15 | Florent Malouda     |  |     | 65e |
|                 | 17 | Yann M'Vila         |  |     | 79e |
|                 | 21 | Laurent Koscielny   |  |     |     |
|                 | 22 | Gaël Clichy         |  |     |     |
| Remplaçants :   |    |                     |  |     |     |
|                 | 14 | Jérémy Ménez        |  | 76e | 64e |
|                 | 11 | Samir Nasri         |  |     | 65e |
|                 | 9  | Olivier Giroud      |  |     | 79e |
| Sélectionneur : |    |                     |  |     |     |
| Laurent Blanc   |    |                     |  |     |     |

| Assistants : Renato Faverani Andrea Stefani Quatrième arbitre : Craig Thomson Arbitres assistants additionnels : Gianluca Rocchi Paolo Tagliavento Homme du match : Xabi Alonso |

### Demi-finale

#### Portugal – Espagne
| 27 juin 2012                        | Portugal                       | 0 – 0 a. p.       | Espagne                                     | Donbass Arena, Donetsk   |                          |
| 20 h 45 · Historique des rencontres |                                | (0 – 0)           |                                             | Arbitrage : Cüneyt Çakır | Arbitrage : Cüneyt Çakır |
| 20 h 45 · Historique des rencontres | Rapport                        |                   |                                             | Arbitrage : Cüneyt Çakır | Arbitrage : Cüneyt Çakır |
| 20 h 45 · Historique des rencontres | Moutinho · Pepe · Nani · Alves | Tirs au but 2 – 4 | Alonso · Iniesta · Piqué · Ramos · Fàbregas | Arbitrage : Cüneyt Çakır | Arbitrage : Cüneyt Çakır |

| Portugal | Espagne |

| Portugal :      |    |                   |  |       |      |
|                 |    |                   |  |       |      |
| Gardien de but  | 12 | Rui Patrício      |  |       |      |
|                 | 2  | Bruno Alves       |  | 86e   |      |
|                 | 3  | Pepe              |  | 61e   |      |
|                 | 4  | Miguel Veloso     |  | 90+2e | 106e |
|                 | 5  | Fábio Coentrão    |  | 45e   |      |
|                 | 7  | Cristiano Ronaldo |  |       |      |
|                 | 8  | João Moutinho     |  |       |      |
|                 | 9  | Hugo Almeida      |  |       | 81e  |
|                 | 16 | Raul Meireles     |  |       | 113e |
|                 | 17 | Nani              |  |       |      |
|                 | 21 | João Pereira      |  | 64e   |      |
| Remplaçants :   |    |                   |  |       |      |
|                 | 11 | Nélson Oliveira   |  |       | 81e  |
|                 | 6  | Custódio          |  |       | 106e |
|                 | 18 | Silvestre Varela  |  |       | 113e |
| Sélectionneur : |    |                   |  |       |      |
| Paulo Bento     |    |                   |  |       |      |

| Espagne :          |    |                   |  |      |     |
|                    |    |                   |  |      |     |
| Gardien de but     | 1  | Iker Casillas     |  |      |     |
|                    | 3  | Gerard Piqué      |  |      |     |
|                    | 6  | Andrés Iniesta    |  |      |     |
|                    | 8  | Xavi              |  |      | 86e |
|                    | 11 | Álvaro Negredo    |  |      | 54e |
|                    | 14 | Xabi Alonso       |  | 114e |     |
|                    | 15 | Sergio Ramos      |  | 41e  |     |
|                    | 16 | Sergio Busquets   |  | 60e  |     |
|                    | 17 | Álvaro Arbeloa    |  | 83e  |     |
|                    | 18 | Jordi Alba        |  |      |     |
|                    | 21 | David Silva       |  |      | 60e |
| Remplaçants :      |    |                   |  |      |     |
|                    | 10 | Francesc Fàbregas |  |      | 54e |
|                    | 22 | Jesús Navas       |  |      | 60e |
|                    | 7  | Pedro Rodríguez   |  |      | 86e |
| Sélectionneur :    |    |                   |  |      |     |
| Vicente del Bosque |    |                   |  |      |     |

| Assistants : Bahattin Duran Tarik Ongun Quatrième arbitre : Damir Skomina Arbitres assistants additionnels : Hüseyin Göçek Bülent Yıldırım Homme du match : Sergio Ramos |

### Finale

#### Espagne - Italie
| 1er juillet 2012                    | Espagne                                      | 4–0   | Italie | Stade olympique, Kiev                          |                                                |
| 20 h 45 · Historique des rencontres | Silva 14e · Alba 41e · Torres 84e · Mata 88e | (2–0) |        | Spectateurs : 63 170 Arbitrage : Pedro Proença | Spectateurs : 63 170 Arbitrage : Pedro Proença |
| 20 h 45 · Historique des rencontres | Rapport                                      |       |        | Spectateurs : 63 170 Arbitrage : Pedro Proença | Spectateurs : 63 170 Arbitrage : Pedro Proença |

| Espagne | Italie |

| Espagne :          |    |                   |
|                    |    |                   |
| Gardien de but     | 1  | Iker Casillas     |
|                    | 3  | Gerard Piqué      |
|                    | 6  | Andrés Iniesta    |
|                    | 8  | Xavi              |
|                    | 10 | Francesc Fàbregas |
|                    | 14 | Xabi Alonso       |
|                    | 15 | Sergio Ramos      |
|                    | 16 | Sergio Busquets   |
|                    | 17 | Álvaro Arbeloa    |
|                    | 18 | Jordi Alba        |
|                    | 21 | David Silva       |
| Remplaçants :      |    |                   |
| Sélectionneur :    |    |                   |
| Vicente del Bosque |    |                   |

| Italie :         |    |                     |
|                  |    |                     |
| Gardien de but   | 1  | Gianluigi Buffon    |
|                  | 3  | Giorgio Chiellini   |
|                  | 6  | Federico Balzaretti |
|                  | 8  | Claudio Marchisio   |
|                  | 9  | Mario Balotelli     |
|                  | 10 | Antonio Cassano     |
|                  | 15 | Andrea Barzagli     |
|                  | 16 | Daniele De Rossi    |
|                  | 18 | Riccardo Montolivo  |
|                  | 19 | Leonardo Bonucci    |
|                  | 21 | Andrea Pirlo        |
| Remplaçants :    |    |                     |
| Sélectionneur :  |    |                     |
| Cesare Prandelli |    |                     |

| Assistants : Bertino Miranda Ricardo Santos Quatrième arbitre : Cüneyt Çakır Arbitres assistants additionnels : Jorge Sousa Duarte Gomes Homme du match : Andrés Iniesta |